# Conquista muçulmana da Pérsia
A conquista muçulmana da Pérsia (em persa: حمله‌ی اعراب; romaniz.: hamle-ye a'râb; lit."o ataque dos árabes", ou ظهور اسلام, zohur-e eslâm, "a alvorada do islã") levou ao fim do Império Sassânida, em 644, à queda da dinastia sassânida, em 651, e ao posterior declínio da religião zoroástrica na região. Os árabes entraram no território sassânida pela primeira vez em 633, quando o general Calide ibne Ualide invadiu o que atualmente é o Iraque. Após a transferência de Calide ibne Ualide para a frente romana no Levante, os muçulmanos posteriormente perderam os seus territórios conquistados para os contra-ataques persas.
A segunda invasão começou em 636 sob Sade ibne Abi Uacas, quando uma vitória-chave na Batalha de Cadésia conduziu ao fim permanente do controle sassânida do oeste da Pérsia. As montanhas Zagros, em seguida, tornaram-se uma barreira natural e de fronteira entre o Califado Ortodoxo e o Império Sassânida. Devido aos contínuos ataques de persas na área, o califa Omar ordenou uma invasão ao Império Sassânida em 642, que foi concluída com a conquista completa em meados de 644. Após a rápida conquista da Pérsia em uma série de ataques bem coordenados em diversas frentes, conduzidos pelo califa Omar de Medina vários milhares de quilômetros dos campos de batalha na Pérsia tornaram-se o seu maior triunfo, contribuindo para a sua reputação de grande estrategista militar e político.
Os historiadores iranianos utilizaram-se de fontes árabes para ilustrar sua teoria de que, "ao contrário do que alegam alguns historiadores, os iranianos lutaram, na realidade, contra os invasores árabes", indicando assim o desdém dos persas pela influência e cultura árabe. Esta visão também sustenta que, uma vez conquistados, politicamente, os persas passaram a resistir aos árabes culturalmente, mantendo por exemplo o idioma e a cultura persa. Apesar disso, o islã foi adotado pela maioria da população, seja por motivos políticos ou socioculturais, e se tornou a religião dominante.